# Météorologie de l'espace
Ne doit pas être confondu avec Astrométéorologie.
 (juin 2012).
La météorologie de l’espace (ou météorologie spatiale) est une discipline récente qui s’intéresse principalement à l'impact de l'activité solaire sur l'environnement terrestre. Plus exactement : « La météorologie de l’espace est la discipline qui traite de l’état physique et phénoménologique des environnements spatiaux naturels. Au moyen de l'observation, la surveillance, l'analyse et la modélisation, elle vise plusieurs objectifs : d'une part, comprendre et prévoir l'état du Soleil et des environnements interplanétaire ou planétaire, ainsi que les perturbations qui les affectent, qu’elles soient d’origine solaire ou non ; d'autre part, analyser en temps réel ou prévoir d'éventuels effets sur les systèmes biologiques et technologiques » (définition adoptée par le portail européen de la météorologie de l’espace).

## Terminologie
Les deux appellations météorologie spatiale et météorologie de l'espace sont souvent utilisées de manière interchangeable. La première est cependant déjà utilisée pour désigner le traitement de données spatiales à des fins de météorologie terrestre, et devrait donc être évitée. Les anglophones parlent de space weather, un terme qui est apparu dans les années 1980. On assiste aussi aujourd’hui à l'émergence de la climatologie de l'espace, qui s’intéresse plus particulièrement aux effets à long terme.

## Caractéristiques
Cette discipline marque une rupture avec la recherche spatiale classique, car l’accent est ici mis sur l’interaction entre des milieux différents, allant du cœur solaire à la croûte terrestre, et sur la mise en place d’un service opérationnel de prévision, comme en météorologie terrestre. Certains de ces impacts peuvent avoir des conséquences économiquement importantes : satellites artificiels inopérants, voire détruits, irradiation des astronautes et des passagers à bord d’avions de ligne, perturbation du positionnement par satellite, perturbations sur les réseaux de distribution de l’électricité, etc.

## Lien avec la météorologie terrestre
La météorologie de l’espace et la météorologie terrestre possèdent de nombreux points communs. Dans les deux cas, l’objectif est de surveiller notre environnement pour en prédire l’évolution dans des buts économiques, scientifiques mais aussi stratégiques. La météorologie terrestre date de nombreux siècles, mais c'est à partir de la seconde moitié du XIXe siècle qu'elle passait d’une curiosité scientifique vers un service opérationnel apte à livrer des produits pour le grand public. Elle a pris un essor plus rapide dans les années 1920 quand les premiers théoriciens de l’École de météorologie de Bergen ont établi les bases scientifiques de la discipline et dans les années 1970, lorsque les satellites d’observation offrirent enfin une vision globale de l’atmosphère terrestre et la prévision numérique du temps devint un outil incontournable.
La situation actuelle en météorologie de l'espace est comparable à celle qui prévalut en météorologie terrestre dans les années 1960. Même s’il y a une prise de conscience de son importance et des conséquences économiques, la compréhension scientifique reste encore limitée et le manque de moyens d’observation adéquats reste un obstacle majeur. De fait, il existe aujourd’hui très peu de produits adaptés aux utilisateurs, car les prévisions manquent de fiabilité et/ou ne peuvent pas être fournies suffisamment à l'avance.
Notons aussi quelques différences importantes entre météorologie de l'espace et météorologie terrestre. La première ne peut pas se faire à l’échelle régionale et nécessite la prise en compte de l’héliosphère entière. Un programme spatial de météorologie de l'espace ne peut se concevoir qu'à l'échelle internationale.

## Historique de la discipline
- 1859 : Le 1er septembre, l’astronome Richard Carrington observait un groupe important de taches solaires, quand tout d’un coup "deux points intensément lumineux et blancs sont apparus". Carrington venait d’observer une éruption (flare) particulièrement violente, rarement visible en lumière blanche. 17 heures plus tard, l’environnement terrestre fut fortement perturbé, déclenchant des aurores jusqu’à basse latitude, et de nombreuses perturbations dans le réseau télégraphique. Carrington fut un des premiers à faire le rapprochement entre ce qui s’était passé sur le Soleil et les répercussions sur Terre.
- 1928 : Le Général FERRIE utilise un émetteur radio situé au sommet de la Tour Eiffel pour diffuser rapidement aux opérateurs radio les données solaires, géophysiques et ionosphériques fournies par les différentes communautés scientifiques françaises. Il établit ainsi une collaboration en « temps réel », et fédère ces services nationaux en un service international, lorsqu’il devient président de l’Union Radio-Scientifique Internationale (URSI). Les messages envoyés sont appelés des ursigrammes[2].
- 1961-1962 : En 1962, l’IUWDS (Service International des Ursigrammes et Jours Mondiaux), suivant l’exemple de l’organisation européenne SPARMO (Solar Particles And Radiations Monitoring Organization) en 1961, adopte son premier programme de prévisions des phénomènes géophysiques, les GEOALERT, et les phénomènes solaires, les SOLALERT[2].
- 1966 : Le Centre de Prévision de l'activité solaire de l'Observatoire de Meudon, sous la direction de Paul Simon, diffuse des bulletins de prévision de l'activité solaire à court terme (24h)[3]. Il sera RWC (Regional Warning Center) de l'ISES (International Space Environment Service) jusqu'en 2000.

- 1969 : Dans le cadre du programme Apollo, la NASA crée un service de surveillance de l’environnement terrestre pour déterminer le risque d’irradiation des astronautes. Ceux-ci sont en effet exposés à des doses de rayonnement importantes en fonction des régions traversées (notamment les ceintures de rayonnement) et lors d’éruptions solaires. Ce service de la NASA marqua un premier pas vers la compréhension et la prévision des risques associés au milieu spatial.

- 1977 Le premier satellite Météosat est lancé le 23 novembre.

- 1990 : Le Space Environment Center[4] (Boulder, États-Unis) récolte les données provenant de divers instruments sur le sol et dans l’espace, dans le but de caractériser le milieu spatial, et devient le principal centre de prévision du milieu spatial. C’est aussi le seul à fonctionner 24h/24 et à pouvoir ainsi être qualifié d’opérationnel. Ce centre fonctionne en collaboration étroite avec l’US Air Force, pour qui la connaissance permanente de l’environnement spatial devient un enjeu stratégique.

- 1995 : Le satellite scientifique SoHO, destiné à l’observation du Soleil, vient bouleverser notre compréhension de cet astre et révèle à la fois la violence et la complexité des mécanismes éruptifs.

- 1999 : La NASA lance le projet “Living With a Star” (LWS), comprenant une flottille de satellites pour observer la Terre et le Soleil. Pour la première fois, des satellites scientifiques ont vocation à alimenter un service opérationnel voué à l’étude du milieu spatial : les données doivent être disponibles en temps réel et sans interruption. Dès 2003, ce programme est rebaptisé International Living With a Star[5] et inclut désormais des missions européennes, japonaises et chinoises. Le premier satellite (et aussi le plus gros) à entrer dans le cadre de ce programme est Solar Dynamics Observatory, qui a été lancé en février 2010 ; il sert à l’observation permanente du Soleil.

- 1999 : L’Agence spatiale européenne (ESA) mandate deux consortiums pour concevoir un programme de service européen de météorologie de l’espace. Les conclusions sont rendues deux ans plus tard. La communauté scientifique émet un message fort pour que soit mis sur pied un réseau européen de prévision ainsi qu’un ensemble de satellites d’observation. Mais le marché n’est pas encore mûr et beaucoup d’utilisateurs potentiels ne sont pas prêts à investir dans un tel service. Il y a aussi un problème politique : un tel service doit-il être assuré par l’ESA ou par la Communauté européenne ? La situation aux États-Unis est très différente, où le budget spatial est comparativement plus important et où l’armée est fortement impliquée. L’ESA décide pour l’instant de financer une série de projets pilotes.

- 2004 : Des scientifiques européens montent le programme COST724, dont le but est de fédérer les activités de différents pays européens dans le domaine de la météorologie de l’espace. Ce programme s’achève en 2007 avec la mise en ligne d’un portail internet, qui regroupe notamment tous les partenaires.

- 2007 : De nombreux pays financent des projets de recherche consacrés à la météorologie de l’espace. Plusieurs sondes spatiales vont bientôt permettre d’étudier de nouveaux aspects des relations Soleil-Terre. Il s’agit de projets européens (Picard[6], PROBA-2[7]), voire internationaux (STEREO[8], SDO [9], Hinode[10]…). On reste cependant encore très loin d’un programme opérationnel qui délivrerait des projets destinés aux utilisateurs, comme c’est le cas en météorologie terrestre.
- 2009 : le 23e cycle solaire (d'une durée moyenne de 11 ans) s'achève avec un Soleil dans un état très calme, tel qu'il n'y en plus eu depuis la fin du XIXe siècle. Le vent solaire est exceptionnellement calme, le rayonnement UV est particulièrement faible, et les taches solaires sont rares. Les divers modèles de prévision du cycle solaire n'avaient pas prévu cet état léthargique, ce qui souligne la difficulté à bien comprendre la dynamique de notre astre. Le 24e cycle solaire qui suit, culmine en 2013-2014 avec un niveau d'activité nettement plus faible que les précédents.
- 2010 : Lionel BIREE de la Division Surveillance de l'Espace du Commandement de la Défense Aérienne et des Opérations Aériennes (Armée de l'Air), développe et met en service le premier système opérationnel de la Défense nommé FEDOME[11] (FEDération des DOnnées de Météorologie de l'Espace). Son but est de démontrer la faisabilité et l'intérêt d'un service opérationnel des événements météorologiques de l'espace au profit des unités de la Défense. En coopération avec des organismes de recherche tel que l'Observatoire de Paris, l'Institut Physique du Globe de Paris et l'Observatoire du Pic du Midi, ce prototype réunit des données scientifiques liées à l'activité solaire, à l'activité géomagnétique et ionosphérique afin de fournir des prévisions opérationnelles ayant un impact sur la technologie.

## Soleil

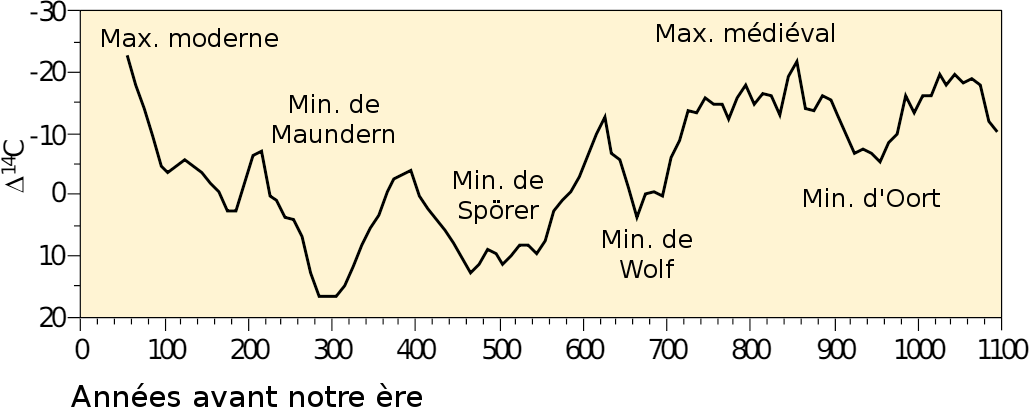
Activité solaire depuis l'an 900, mesurée par la variation de quantité de carbone 14 par rapport à l'actuelle, dans le bois. Plus l'activité solaire est importante, moins il y a de carbone 14 produit dans l'atmosphère et le bois, car les vents solaires dévient les rayons cosmiques à l'origine du carbone 14.

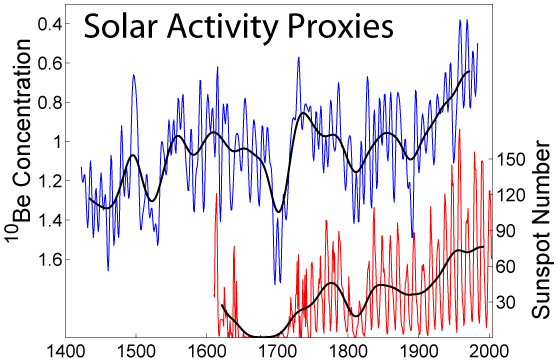
Évolution de l'activité solaire vue à travers le nombre de taches solaires et la concentration du béryllium 10. Les oscillations rapides correspondent au cycle solaire de 11 ans.

Le Soleil n’est pas immuable. Comme de nombreuses étoiles, il possède une activité cyclique (le cycle solaire) dont la périodicité est de 11 ans en moyenne et une variation de son activité à long terme au cours des siècles. Par exemple, pendant le minimum de Maunder, il n'y avait plus de taches solaires (voir la courbe rouge dans la figure de droite).
Pendant les périodes d’activité maximum, le nombre de taches solaires est plus élevé et il se produit davantage d’éruptions solaires. Une telle éruption peut, en quelques minutes, libérer l'équivalent énergétique d'un mois de production humaine. Le surcroît d’activité solaire se traduit aussi par l’éjection dans l’espace de grandes quantités de matière. Les éruptions sont accompagnées de rayonnements intenses dans l’ultraviolet, en rayons X et en ondes radio. Enfin, le Soleil peut émettre des faisceaux de particules (protons, électrons…) de haute énergie. Quand de telles perturbations sont dirigées vers la Terre, elles viennent perturber l’environnement terrestre entier dans les minutes ou les heures qui suivent leur émission. Toutes les couches de notre environnement terrestre sont concernées : depuis la magnétosphère (la cavité magnétique qui entoure la Terre à plus de 1 000 km d’altitude), l’ionosphère (la couche conductrice située entre 100  et   1 000 km environ, et qui joue un rôle  essentiel dans la transmission des ondes radio), à l’atmosphère neutre (moins de 100 km), et jusque dans la lithosphère.

## Mécanismes physiques
La météorologie de l’espace est une science complexe, qui fait intervenir un grand nombre de mécanismes physiques. Presque tout part du Soleil, mais les conditions du milieu spatial sont aussi influencées par le rayonnement cosmique, d’origine extra-solaire.
Il y a trois principaux vecteurs par lesquels le Soleil peut affecter le milieu spatial :
1. en émettant du rayonnement électromagnétique. Le Soleil émet des ondes électromagnétiques sur une large plage de longueurs d’onde allant des ondes radio jusqu’aux rayons X et même aux rayons gamma. L’intensité est cependant la plus forte dans les longueurs d’onde correspondant à la lumière visible, où elle suit de près la loi du corps noir. La variabilité de la radiation solaire est très faible dans le domaine visible. On observe moins de 0,5 % de variation relative sur un cycle solaire. Elle croît ensuite rapidement quand on s’approche des petites longueurs d’onde, dépassant 100 % en dessous de 120 nm et même 1000 % en dessous de 30 nm. Les éruptions solaires se manifestent en effet par une intensification rapide du rayonnement dans la gamme des rayons ultra-violets et X, mais aussi en ondes radio. 
Ces ondes électromagnétiques mettent 8 minutes pour atteindre la Terre, où elles sont en grande partie absorbées par les hautes couches atmosphériques et plus particulièrement par l’ionosphère, qui s’en trouve ainsi modifiée. Or l’ionosphère joue un rôle particulier dans la propagation des ondes radio, et influence aussi l’état des couches inférieures (stratosphère).

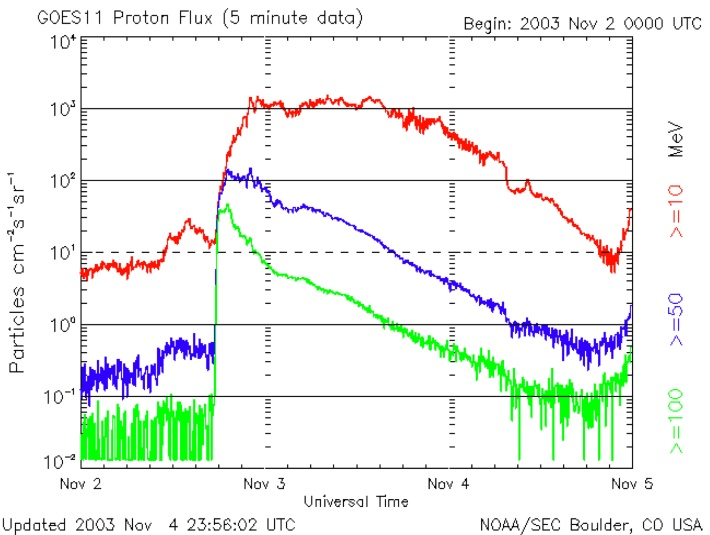
Flux de protons de haute énergie mesurés par le satellite GOES. Le flux est mesuré pour des protons de plus de 10 MeV, 50 MeV et 100 MeV.
2. en émettant des particules de grande énergie. Les éruptions solaires ont généralement pour effet d’accélérer des particules élémentaires chargées (protons, électrons, noyaux d’hélium…) jusqu’à de hautes énergies, pouvant aisément dépasser 1 MeV. Ces particules se propagent ensuite dans l’espace interplanétaire, en suivant les lignes de champ magnétique. Elles sont parfois accélérées davantage par la traversée d’ondes de choc. Ces particules mettent 30 minutes à 1 heure pour atteindre la Terre. Elles ne pénètrent heureusement guère à l’intérieur de la magnétosphère car le champ magnétique terrestre les dévie et fait ainsi office de blindage. Seules les éruptions les plus violentes peuvent être détectées au niveau du sol (surtout à haute latitude) par l’arrivée de neutrons issus de réactions nucléaires dans l’atmosphère. Il s’agit de Ground Level Enhancements (GLE), dont un des plus puissants s’est produit le 20 janvier 2005. L’image de droite illustre l’augmentation du flux de protons observée lors d’une autre éruption violente, qui s’est produite le 2 novembre 2003. Comme l’échelle verticale est logarithmique, le flux augmente d’un facteur 100 à 1 000 pendant l’éruption. Des telles éruptions sont plus fréquentes pendant les périodes de forte activité solaire et peu après. La dernière période de forte activité s’étendait de 2000 à 2004 environ. Des particules de haute énergie se rencontrent aussi dans les ceintures de rayonnement (ceintures de radiation, ou encore ceintures de Van Allen), une région annulaire qui entoure la Terre et dans laquelle des particules peuvent rester piégées pendant des mois. Ces particules pénètrent profondément dans la matière et peuvent à la longue causer des dégâts considérables. Les éruptions les plus violentes peuvent tuer un astronaute en quelques minutes, si ce dernier ne se trouve pas à l’abri.
3. en émettant des bulles de plasma, et notamment des Éjections Coronales de Masse (CME). Ces éjections de plasma, dont la masse peut atteindre un milliard de tonnes, sont émises régulièrement par le Soleil. Elles sont cependant dix fois plus fréquentes en période de forte activité, où il peut s'en produire plusieurs par jour. Une CME dirigée vers la Terre met un à deux jours pour l’atteindre. En heurtant la magnétosphère, elle rompt le fragile équilibre entre le champ magnétique solaire et le champ géomagnétique. Ce déséquilibre déclenche une chaîne de réactions. On parle alors d’orage magnétique, qui se manifeste par des fluctuations du champ géomagnétique. Une des conséquences en est l’accélération vers la Terre de particules issues de la magnétosphère (et non du vent solaire, comme on l’entend parfois dire). L’interaction de ces particules avec les hautes couches de l’atmosphère engendre les fameuses aurores polaires.  Les orages magnétiques s’accompagnent de nombreux autres effets, dont l’intensification des courants dans l’ionosphère, à des latitudes magnétiques comprises entre 65 et 75 degrés de latitude.

La plupart des mécanismes ci-dessus sont liés, mais ne se produisent pas forcément simultanément. C’est en cela que la météorologie de l’espace est une science complexe, dont certains aspects sont encore mal compris et dont la prévision possède encore souvent un caractère empirique. La figure ci-contre[Où ?] illustre les interconnexions entre les différents mécanismes physiques. Deux problèmes majeurs sont ici la disparité des échelles de temps sur lesquelles se produisent les phénomènes (de la seconde aux années) et l’étendue du milieu spatial qu’il faudrait sonder pour mieux comprendre ces mécanismes d’interaction.

## Difficultés inhérentes à la météorologie de l’espace
La prévision des conditions du milieu spatial reste une tâche ardue. On sait reconnaître une région active du Soleil susceptible de donner lieu à une éruption. Prédire l’intensité et l’heure de cette éruption relève en revanche du défi.
Contrairement à la météorologie dite classique où les scientifiques disposent d’un vaste réseau de stations météorologiques couvrant l’ensemble de la planète, très peu d’informations sont disponibles pour la météorologie de l’espace. La sonde spatiale SoHO, située au point de Lagrange L1, observe en permanence le Soleil et donne, entre autres, de précieuses informations sur les éjections de masse coronale à l’aide des coronographes LASCO. Il est ainsi possible, avec plus ou moins de difficulté et plus ou moins de précision, de déterminer les caractéristiques (vitesse, direction de propagation, taille) des éjections de masse coronales lorsqu’elles se situent encore à proximité du Soleil : lors de leur départ. Les éjections de masse coronale voyagent entre le Soleil et la Terre en environ trois jours. Pendant la quasi-totalité de cette période, aucune information n’est disponible : les scientifiques sont comme aveugles.
Ce n’est que lorsque la perturbation arrive au niveau du point de Lagrange L1 (point situé entre la Terre et le Soleil) où se trouvent plusieurs satellites, qu’on peut savoir s’il y aura impact ou non, et quantifier l’effet. La perturbation met ensuite moins d’une heure à atteindre la Terre. Il reste donc peu de temps pour prendre des mesures.
Lorsque l’éjection de masse coronale atteint le point de Lagrange L1, plusieurs satellites enregistrent diverses informations telles que la densité, la vitesse, le champ magnétique et la température. Grâce à ces informations, il est possible de prédire les perturbations qui seront engendrées et, le cas échéant, de déclencher une alerte afin de prévenir les personnes concernées.
Un des grands défis de la météorologie de l’espace est d’arriver à prédire les caractéristiques des éjections de masse coronale arrivant sur Terre ainsi que l’heure d’arrivée en se basant sur les données des coronographes. Les alertes pourraient alors être données trois jours plus tôt. Pour ce faire, les scientifiques développent des codes informatiques et simulent le trajet de l’éjection de masse coronale entre le Soleil et la Terre grâce à la théorie de la magnétohydrodynamique. Cette méthode, qui demande l’utilisation de superordinateurs n’en est encore qu’à ses premiers balbutiements.
Certaines perturbations sont plus aisément prévisibles. Ainsi, le vent solaire rapide, qui est émis par des trous coronaux du Soleil (régions où les lignes de champ magnétique solaire s’ouvrent vers l’espace interplanétaire), est lui aussi la cause d’orages magnétiques. Or le Soleil tourne sur lui-même en 27 jours environ, si bien que ces perturbations viennent balayer la Terre à des intervalles réguliers. On parle alors d’orages récurrents. Ces orages sont généralement plus faibles que ceux produits par les CME, mais, en moyenne, les dégâts causés aux satellites (notamment via des particules énergétiques) sont tout aussi importants.
Comme en météorologie terrestre, il est souvent plus facile de prédire les conditions à long terme qu’à court terme. Le Soleil suit un cycle d’activité d’environ onze ans (le cycle solaire), ce qui permet d’anticiper les conditions moyennes plusieurs années à l’avance. L’amplitude du cycle solaire fluctue cependant, et il semble même avoir les caractéristiques du chaos déterministe. La prévision du prochain pic d’activité solaire, qui n’est pas dénué d’intérêt économique, fait actuellement l’objet de nombreuses études. On peut espérer dans les prochaines années une lente amélioration des capacités de prédiction, d’une part via le développement de méthodes empiriques (faisant notamment appel à de l’intelligence artificielle et de techniques de reconnaissance automatique de forme), qui permettent d’exploiter au mieux les signes précurseurs, et d’autre part avec des modèles physiques. Ces modèles permettent notamment de comprendre comment se développent les taches solaires sous la surface solaire, dans la zone de convection. La simulation numérique constitue ainsi un moyen d’étude précieux, qui permet de compenser dans une certaine mesure notre manque cruel d’observations.

## Effets
Les variations du milieu spatial peuvent nous affecter de plusieurs façons. Certains effets sont d’ailleurs connus de longue date, alors que leur origine solaire n’a été découverte que récemment.

### Communications
Les ondes électromagnétiques émises entre le sol et les satellites de télécommunication doivent traverser l’ionosphère, un milieu ionisé qui les modifie légèrement. Les gammes de fréquence les plus concernées vont de 10 MHz à 2 GHz environ. Lors d’orages magnétiques, d’éruptions solaires ou d’événements à protons, les caractéristiques de l’ionosphère changent et la transmission s’en trouve affectée. Les ondes peuvent souffrir de dispersion, être fortement voire totalement atténuées ou être réfractées, provoquant alors des interférences. Certains de ces effets peuvent être locaux (quelques kilomètres) et durer quelques minutes alors que d’autres (les évènements à protons) affectent les régions polaires pendant plusieurs heures. La plupart sont difficiles à prédire. D’autres perturbations peuvent survenir lors d’éruptions solaires, quand les ondes radio émises par le Soleil interfèrent directement avec les émissions terrestres. Des instruments comme le radiohéliographe de Nançay permettent de suivre et d’étudier ces émissions solaires.
Ces effets sont connus des opérateurs de satellites de télécommunication, qui alors se servent de satellites-relais pour transmettre les communications. Ces effets affectent davantage encore les radiocommunications de moyennes et longues distances dans la bande HF, qui est la plus affectée par les variations de l’ionosphère. Le positionnement par satellites (GPS) est lui aussi concerné. Il arrive occasionnellement que la mesure de la position soit fausse ou que le signal des satellites ne soit plus capté. Plusieurs interruptions du service GPS sont par exemple survenues lors de la guerre du Golfe, perturbant les opérations militaires. Ces dysfonctionnements constituent aujourd’hui le principal obstacle à la mise à disposition d’un service 100 % opérationnel et rendent d’autant plus nécessaire l’envoi simultané d’informations pour valider la mesure de la position.
Un autre exemple d’événement est celui survenu en octobre-novembre 2003, où, à la suite d'une série d'éruptions solaires, plusieurs vols transpolaires perdirent pendant plus d’une heure le contact radio avec le sol et ne purent se servir du GPS. Les compagnies aériennes concernées prévoient depuis (dans la mesure du possible) des itinéraires de déviation, ce qui entraîne une consommation accrue de carburant et des retards.

### Satellites et lanceurs

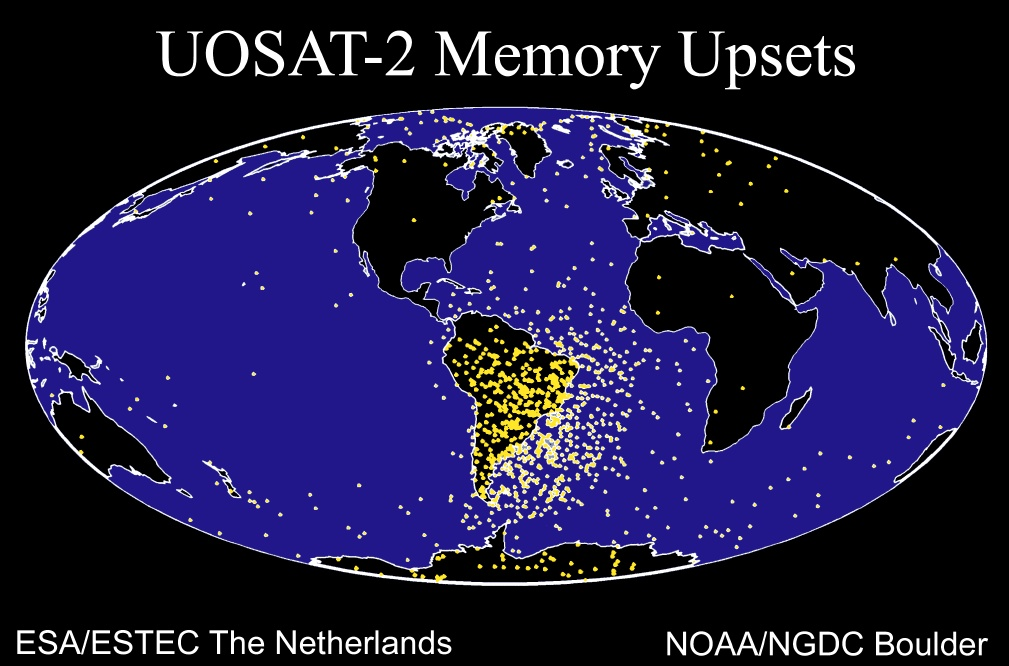
Pannes informatiques recensées à bord du satellite UoSAT-2

Parmi les effets les mieux documentés en météorologie de l’espace, il y a ceux qui concernent les satellites. Les particules énergétiques émises lors d’éruptions solaires pénètrent profondément à l’intérieur de la matière (quelques millimètres pour les électrons, quelques centimètres pour les protons), dont ils peuvent à terme dégrader les propriétés. Surtout, elles y accumulent des charges électriques qui finissent par provoquer des claquages. Le matériel informatique y est très sensible. Les effets peuvent être bénins avec par exemple des changements d’état dans la mémoire, où des bits passent de 0 à 1 ou inversement. D’autres effets peuvent être plus graves, avec la destruction de composants vitaux, comme le système de contrôle d’attitude. Dans le premier cas, on peut se contenter de redémarrer l’ordinateur de bord, ou de basculer sur un système redondant. Dans le second cas, le satellite peut perdre une partie de ses fonctions voire devenir totalement inopérant.
Dans l’image de droite, chaque point représente une erreur informatique recensée à bord du satellite anglais UoSat-2 en fonction de son emplacement. Le taux de pannes augmente fortement au-dessus du Brésil, dans une région appelée anomalie Sud Atlantique. Cette région particulière doit son existence à un léger décentrage entre le dipôle magnétique terrestre et l’axe de rotation terrestre. Les ceintures de rayonnement sont relativement plus proches de la Terre au-dessus du Brésil, où davantage de particules énergétiques pénètrent dans la haute atmosphère. Ces particules sont responsables des pannes informatiques observées à bord d’UoSat-2. Un nombre accru d’incidents y est aussi observé pour les ordinateurs de bord des avions de ligne.

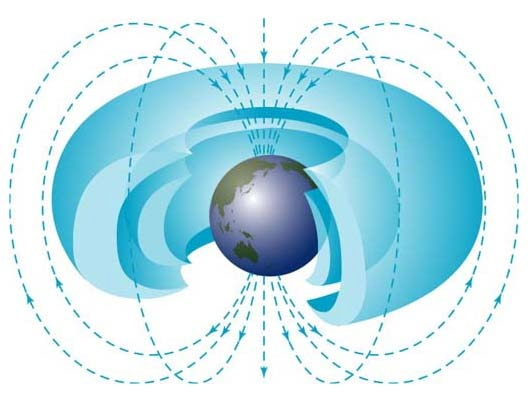
Représentation des ceintures de rayonnement de la Terre

L’image de droite représente les ceintures de rayonnement, une zone toroïdale qui se peuple de protons et d’électrons de haute énergie lors d’orages magnétiques. Ces particules peuvent y résider pendant des semaines voire des mois et constituent une menace importante pour les satellites qui traversent ces régions. C’est notamment le cas des satellites NAVSTAR du système GPS et des satellites Galileo.
On estime que plusieurs satellites sont définitivement perdus tous les 10 ans à cause du rayonnement ionisant. Ce chiffre est cependant difficile à établir en l’absence de statistiques fiables sur les satellites commerciaux ou militaires. Les orbites les plus concernées sont celles qui se situent dans le vent solaire (où le satellite n’est pas protégé par le bouclier magnétique de la magnétosphère) et dans les ceintures de rayonnement. La meilleure protection consiste à blinder les circuits sensibles et à utiliser des systèmes redondants. Le même danger guette les lanceurs ; on estime que le risque de défaillance d’une fusée Ariane 5 lors d’un fort événement solaire peut dépasser un pour-cent.
Les satellites sont aussi affectés par le rayonnement UV, qui altère la structure cristalline des panneaux solaires et diminue ainsi leur rendement. Les panneaux solaires perdent typiquement 25 % de leur rendement en dix ans, mais une seule éruption solaire peut faire chuter cette valeur de plusieurs pour cent.
Un autre effet concerne l’orbitographie. Les objets qui se déplacent sur des orbites basses (typiquement moins de 800 km d’altitude) rencontrent une faible résistance de l’atmosphère, qui les ralentit et leur fait perdre en permanence de l’altitude. Lors d’éruptions solaires ou lors d’orages magnétiques, les réchauffements de l’ionosphère et l’augmentation de la densité qui s’ensuit accélèrent cette perte d’altitude. Certains satellites peuvent ainsi perdre plus de 10 km en quelques jours. Ces effets sont particulièrement gênants pour les satellites d’observation de la Terre tels que Spot, dont la position doit être connue avec une grande précision. Ils concernent aussi les débris spatiaux, qui jonchent l’espace et constituent une menace permanente pour tout objet dans l’espace. Les débris dont la taille dépasse 1 cm sont suivis en permanence par le radar américain de Haystack du NORAD. Or tout changement intempestif d’orbite nécessite le re-calcul fastidieux de leur position.
Le problème de la prévision orbitographique se manifesta de façon aiguë lors de la rentrée atmosphérique de la station spatiale russe MIR. Les débris de cette station finirent leur course dans l’océan Pacifique le 23 mars 2001, en pleine période d’activité solaire. À cause de cette dernière, il fut très difficile de prévoir le point de chute.
Les besoins en orbitographie concernent la prévision à court terme (heures voire jours) pour se prémunir contre tout changement brutal d’orbite, mais aussi la prévision à long terme (années) pour prévoir la quantité de carburant nécessaire pour reprendre de l’altitude.

### Êtres vivants
Les rayonnements ionisants constituent aussi un risque pour les êtres vivants. Il faut faire ici la différence entre :
- le rayonnement d’origine solaire, qui est principalement constitué de protons et d’électrons dont l’énergie peut atteindre 100 MeV ; ce flux de particules est intermittent et difficilement prévisible. Les éruptions surviennent en l’espace de quelques minutes et peuvent durer une heure ou davantage ;
- le rayonnement cosmique est principalement d’origine extragalactique et l’énergie des particules peut facilement dépasser 100 GeV. Ce flux cosmique fluctue peu et ne diminue que de 10 à 25 % pendant les périodes de forte activité solaire. Cette diminution est une conséquence des perturbations interplanétaires telles que les éjections de masse coronale, qui sont en moyenne dix fois plus fréquentes en période de forte activité solaire et contribuent alors à disperser le rayonnement cosmique.

```

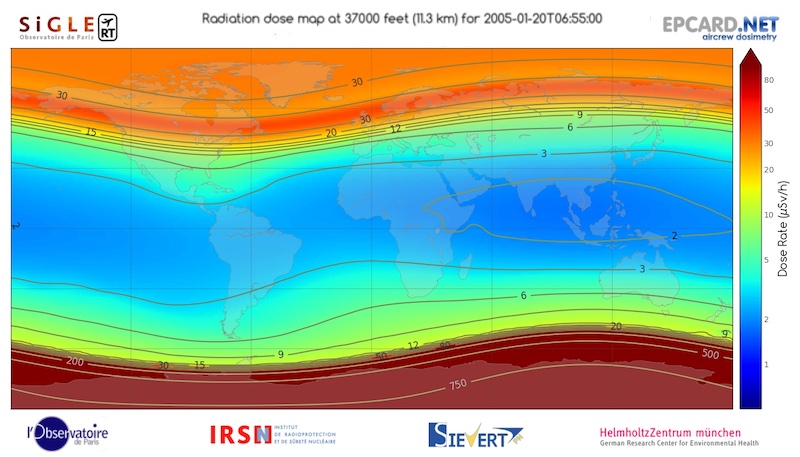
Estimation de la dose de rayonnement reçue à 37000 pieds (11.3 Km) d'altitude le 20 janvier 2005 par le modèle SiGLE développé à l'Observatoire de Paris. Doses en microSievert par heure.

 Seules les particules les plus énergétiques peuvent traverser le champ magnétique terrestre. Elles pénètrent ensuite dans l’atmosphère, où elles subissent des collisions et provoquent des réactions nucléaires dont les produits (en particulier les neutrons) sont détectés au sol. Les êtres vivants les plus directement concernés sont donc les astronautes, surtout lorsqu’ils ne sont pas protégés par la station spatiale. Une très forte éruption solaire peut provoquer en quelques minutes la mort d’un astronaute insuffisamment protégé. Il s’en produit en moyenne deux tous les dix ans. Par chance, il ne s’en est jamais produit lors des missions 
Apollo
. En revanche, la probabilité d’en avoir lors d’un voyage vers la planète 
Mars
 est importante. La solution consiste à prévoir un habitacle blindé dans l’engin spatial et à interdire toute activité dans l’espace lors de périodes à risque.
```

Les êtres vivants sur Terre sont aussi exposés aux rayonnements ionisants, mais la contribution extraterrestre y demeure faible. La dose augmente toutefois avec l’altitude car l’atmosphère constitue une deuxième couche protectrice après le champ géomagnétique. Elle augmente également avec la latitude car l’efficacité du blindage magnétique est moindre lorsque l’on s’approche des pôles. Le personnel navigant et les passagers sont donc sujets à un rayonnement ionisant plus important qu’au sol. Le Concorde était directement concerné en raison de son altitude de vol élevée (environ 18 km). C’était d’ailleurs un des rares avions à être équipé de dosimètres. Aujourd’hui, avec les nouvelles réglementations européennes sur les doses maximales que peuvent recevoir le personnel navigant et les femmes enceintes, il est nécessaire d’effectuer un suivi des doses reçues. Le calcul de la dose accumulée pendant un vol peut aisément se faire a posteriori, comme le montre par exemple le système SIEVERT. L’image à droite représente la dose horaire estimée par le modèle SiGLE du CERCLe de l’Observatoire de Paris à une altitude de 12 km lors de la violente éruption solaire du 20 janvier 2005. Un passager empruntant un vol à haute latitude recevait ce jour-là une dose de radiation supplémentaire par rapport au même vol effectué en période calme. La dose annuelle maximale admissible en France est de 5 mSv/an, hors personnes exposées.
Diverses espèces animales (en particulier les pigeons voyageurs) ont la capacité de détecter le champ magnétique terrestre et s’en servent pour s’orienter. Il semblerait que des pigeons aient été désorientés lors d’orages géomagnétiques. Or, en Europe, l’impact de tels orages sur l’orientation du champ magnétique reste faible, de l’ordre du degré. Les effets des orages sur les animaux demandent donc à être étayés par des études scientifiques.

### Réseaux électriques
La nuit du 13 mars 1989, une panne de transformateur survint dans le réseau électrique de Hydro-Québec, entraînant des dysfonctionnements qui, en moins de 90 secondes plongèrent plus de 6 millions de personnes dans l’obscurité. Cette panne dura 9 heures et le montant des dégâts fut évalué à 9 milliards de $. Cette panne, qui reste exceptionnelle, est le résultat d’un enchaînement d’évènements qui démarra par un orage magnétique qui intensifia les courants ionosphériques à haute latitude. Ces derniers engendrèrent par induction dans la croûte terrestre des courants qui vinrent s’ajouter à ceux circulant normalement dans les transformateurs. Il en résulta la surchauffe de certains transformateurs, qui étaient déjà fortement sollicités.

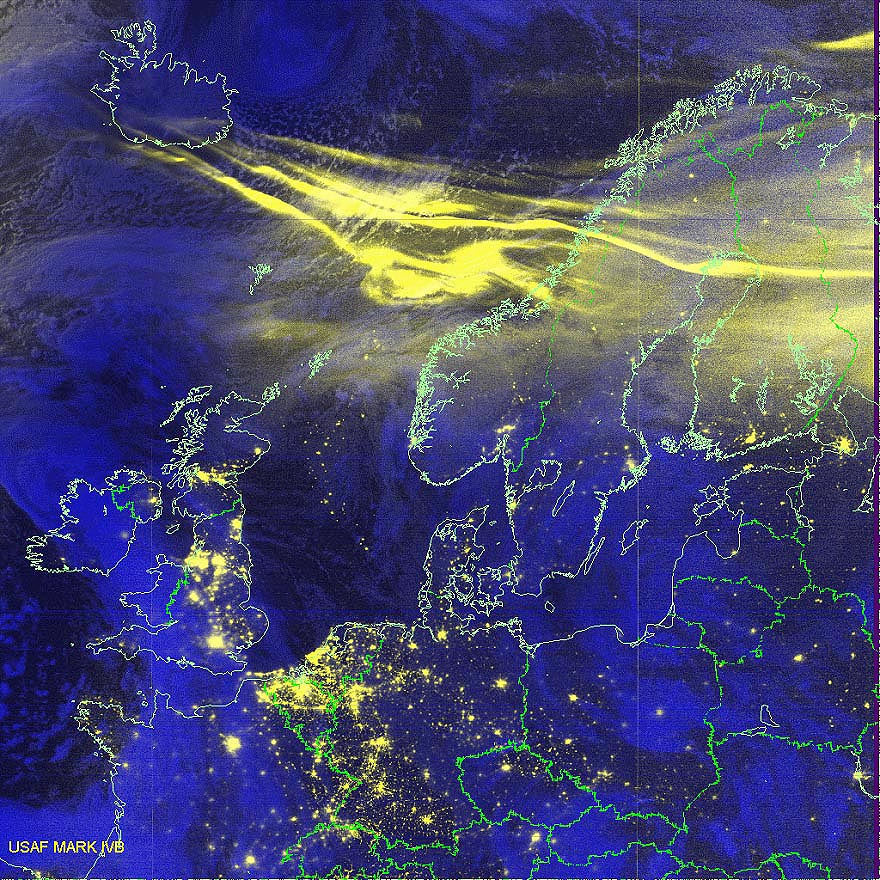
Image nocturne révélant une aurore polaire au-dessus de l’Europe, le 30 octobre 2003.

 L’impact des orages magnétique et des courants induits est bien connu des pays situés à haute latitude (Scandinavie, Canada, États-Unis, Nouvelle-Zélande) dont les compagnies d’électricité ont depuis pris des mesures pour soulager le réseau en cas de pareil évènement. La Finlande ne semble jamais avoir connu de panne, grâce à une marge de sécurité importante sur la puissance admissible des transformateurs. En revanche, la Suède a connu plusieurs pannes. La plupart de ces pays font appel à des modèles de prévision pour alerter en cas d’orage magnétique. Ces prévisions ne sont hélas que d’un intérêt limité, car elles se basent sur des mesures prélevées dans le vent solaire, entre le Soleil et la Terre, et ne laissent qu’une heure de préavis.
Les mêmes courants induits peuvent affecter les oléoducs et les gazoducs, entraînant une corrosion accrue. Des dysfonctionnements ont aussi été signalés dans la signalisation des réseaux ferroviaires. Ces effets sont les plus prononcés dans la zone dite aurorale, située entre 65 et 75° de latitude magnétique. Or comme le pôle magnétique est décalé de 11° environ du pôle géographique, la Sibérie est relativement peu affectée, alors que le nord des États-Unis l’est davantage, à latitude géographique égale. Lors de forts orages magnétiques, ces effets peuvent se ressentir jusqu’à plus basse latitude. L’image de droite montre une aurore polaire observée la nuit du 30 octobre 2003 par le satellite militaire DMSP. Cette aurore fut observée jusqu’en Belgique, en Allemagne et en Pologne, et engendra de forts courants induits jusque dans le sud de la Scandinavie. Aujourd’hui, avec la forte interconnexion des réseaux électriques européens, le dysfonctionnement d’une partie du réseau n’est plus un problème régional, mais peut affecter plusieurs pays.

### Climat
Le Soleil est la principale source d’énergie de notre planète et il est dès lors normal de chercher des causes solaires aux variations climatiques. De nombreuses études scientifiques ont montré que lors des deux derniers millénaires, les périodes de faible activité solaire (absence de taches solaires) ont coïncidé avec un changement climatique régional. Un des plus marqués sur le minimum de Maunder entre 1645 et 1715, aussi connu sous le petit âge glaciaire. Plusieurs études ont aussi signalé une recrudescence de l’activité solaire au cours du vingtième siècle, avec notamment une augmentation du champ magnétique, dont les conséquences sur Terre sont pour l’instant mal connues.

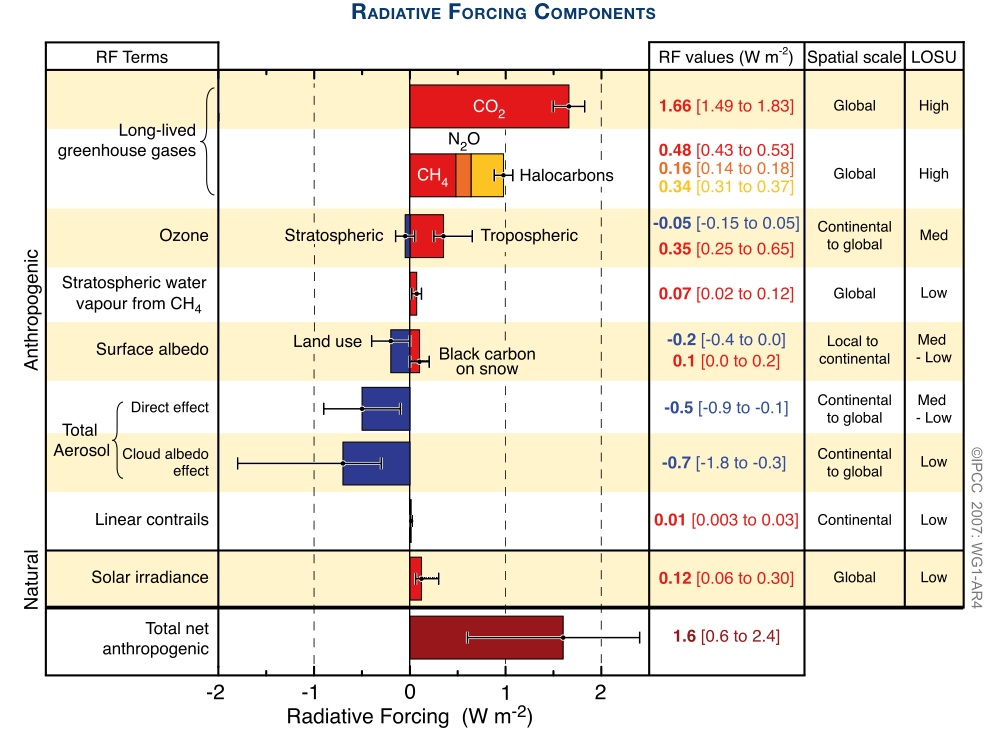
Contribution énergétique du Soleil au réchauffement climatique, d’après les chiffres publiés en 2007 par le GIEC. La contribution des différents mécanismes qui refroidissent ou réchauffent est exprimée en W/m²

 L’apport énergétique solaire par rayonnement arrivant à l'atmosphère terrestre est exprimé par la constante solaire, dont la valeur moyenne est de 1 361 W/m2. Cette quantité n’est mesurée que depuis 1976 et varie seulement de quelques pour mille entre les périodes de forte et de faible activité solaire. On estime que la contribution directe du rayonnement solaire au réchauffement climatique actuel n’est que de 3 à 18 %, avec des incertitudes sur la valeur exacte (cf. figure à droite). Ces chiffres sont issus du rapport 2013 du Groupe d’experts intergouvernemental sur l’évolution du climat (GIEC).
En 2004, une étude rapporte une reconstruction du nombre de taches solaires couvrant les 11 400 dernières années, basée sur des concentrations de radiocarbone datées dendrochronologiquement. D'après la reconstruction effectuée, le niveau d'activité solaire au cours des 70 années qui précèdent l'étude serait exceptionnel, la période précédente d'activité tout aussi élevée ayant eu lieu il y a plus de 8 000 ans. Les auteurs constatent qu'au cours des 11 400 dernières années, le Soleil n'a passé que 10 % de son temps à un niveau d'activité magnétique tout aussi élevé et que presque toutes les périodes de haute activité antérieures étaient plus courtes que l'épisode actuel. Bien que la rareté de l’épisode actuel de nombre moyen élevé de taches solaires puisse indiquer que le Soleil a contribué au changement climatique inhabituel au cours du XXe siècle, les auteurs estiment qu’il est peu probable que la variabilité solaire ait été la cause dominante du fort réchauffement au cours des dernières decennies.
Les mécanismes sont complexes, fortement interconnectés et peuvent parfois avoir des effets opposés. Ainsi, l’activité solaire pourrait indirectement entraîner une hausse ou une baisse de la température terrestre. Le lien entre activité solaire et climat reste mal connu même si la signature de la périodicité de 11 ans du cycle solaire se retrouve dans de très nombreuses observations climatiques. L'impact de la variabilité solaire est le plus prononcé sur la haute atmosphère (typiquement, au-dessus de 80 km), où elle se traduit par des variations de la densité du gaz neutre et ionisé, de la température, etc. Ces variations sont nettement plus faibles dans les plus basses couches atmosphériques, et en particulier dans la troposphère, qui est le siège de la variabilité climatique. Cela tient à deux raisons: d'une part, il est difficile aux couches atmosphériques supérieures (peu denses) de perturber efficacement les couches inférieures (très denses). D'autre part, la variabilité naturelle de la troposphère est si forte, qu'un signature la variabilité solaire[pas clair], si elle existe, sera forcément noyée. Malgré cela, diverses études ainsi que des simulations sur ordinateur suggèrent que la variabilité solaire pourrait avoir un impact sur le climat, et ce de manière essentiellement régionale. Le rayonnement ultra-violet est ici un des meilleurs candidats. La contribution énergétique de cette partie du spectre solaire est très faible, mais sa variabilité est nettement plus forte que dans la lumière visible, ce qui lui confère un effet de levier accru. Ce rayonnement est principalement absorbé par l'ozone stratosphérique, ce qui, par un enchaînement de mécanismes, finit par affecter les climats à haute et moyenne latitude, avec des effets régionaux prononcés (notamment en Europe).
Un autre mécanisme très médiatisé fait intervenir le rayonnement cosmique, dont l'intensité est modulée par l'activité solaire. Ce rayonnement ionise l'air dans la troposphère et la stratosphère ; les ions ainsi produits affectent la nucléation des aérosols, ce qui pourrait agir sur les processus de condensation, et ainsi le taux de nébulosité, et in fine, le climat. De tels nuages peuvent aussi bien contribuer à retenir le rayonnement infrarouge émis par la Terre, provoquant ainsi une hausse de la température, ou bien à réfléchir les rayons provenant du soleil, provoquant ainsi une baisse de la température. L'expérience CLOUD (Cosmics Leaving OUtdoor Droplets = Rayons cosmiques produisant des gouttelettes extérieures) au CERN a confirmé l'existence du processus de nucléation. En revanche, dans les conditions naturelles, la condensation est largement insuffisante pour donner lieu à un impact climatique.
En attendant, de nombreuses incertitudes subsistent sur l'impact réel de la variabilité solaire sur le climat. Il est très facile (et dangereux!) de corréler des observations pour tirer des conclusions générales. Or seule une compréhension fine des mécanismes physiques et chimiques permet de progresser. Sur ce point, de nouvelles découvertes sont encore à attendre. Par exemple, des phénomènes lumineux éphémères très brefs ont été observés dès 1990 au-dessus de zones orageuses. Il s’agit notamment de décharges électriques, qui pourraient servir de relais entre la basse ionosphère et la stratosphère, et ainsi rendre compte des échanges d’énergie entre ces deux milieux. Le futur microsatellite Taranis du CNES sera destiné à l’étude de ces phénomènes.

### Autres
Il existe de nombreux autres effets liés à la météorologie de l’espace. Les perturbations du champ géomagnétique affectent aussi les forages pétroliers, pour lesquels le guidage précis du trépan se fait généralement à l’aide du champ magnétique. Les compagnies de réassurance sont indirectement concernées. L’assurance d’un satellite représente aujourd’hui une part importante du coût d’une mission spatiale. Or il est évidemment intéressant pour une compagnie de pouvoir faire la différence entre les risques imprévisibles et ceux qui ne le sont pas. Citons enfin les pigeons voyageurs, dont le sens d’orientation est affecté par les orages magnétiques.
La météorologie de l’espace n’a pas que des effets néfastes. Les aurores polaires ont de tout temps exercé une fascination sur les hommes. De nombreux touristes recourent aujourd’hui à des prévisions payantes de l’activité aurorale pour préparer leur voyage dans les régions aurorales.

## Observations de la météorologie spatiale
La météorologie spatiale est observée de manière continue à l'aide d'équipements terrestres et spatiaux à la fois dans un but scientifique et pour prendre des mesures afin de limiter ses effets sur les satellites et certains équipements terrestres.

### Observation depuis l'espace
Plusieurs engins spatiaux principalement américains et européens embarquent des instruments qui permettent de recueillir des données de météorologie spatiale et dans une certaine mesure d'anticiper l'arrivée dans l'atmosphère terrestre des particules émises lors des éruptions solaires. Certains d'entre eux ont été développés pour remplir des objectifs avant tout scientifiques (étude du Soleil) tandis que d'autres sont des satellites d'application (satellites météorologiques et, dans le futur, satellites entièrement dédiés à la météorologie spatiale).
Certains satellites météorologiques circulant sur une orbite terrestre basse ou haute emportent, en tant que charge utile secondaire, des instruments consacrés au recueil de données sur la météorologie spatiale :
- Les satellites géostationnaires américains GOES emportent quatre instruments collectant ce type de donnée : SUVI (Solar Ultraviolet Imager), EXIS (Extreme Ultraviolet and X-ray Irradiance Sensors), SEISS (Space Environmental In-Situ Suite) et le magnétomètre MAG sur la série des GOES-R.
- Le satellite MetOp de l'agence européenne EUMETSAT emporte l'instrument de surveillance de l'environnement spatial SEM-2 (Space Environmental Monitor) fourni par la NOAA.

Les prévisions de la météorologie spatiale  dépendent d'observatoires spatiaux américains et européens placés au point de Lagrange L1 situé à 1,5 million de kilomètres de la Terre dans la direction du Soleil (du fait de leur position ils permettent de déclencher des alertes avant l'arrivée des flux de particules dans l'atmosphère terrestre). Ceux-ci ont tous dépassé la durée de vie pour laquelle ils avaient été conçus :
- Pour la surveillance des éruptions solaires l'instrument LASCO embarqué sur l'observatoire SoHO développé conjointement par la NASA et l'Agence spatiale européenne qui a largement dépassé sa durée de vie prévisionnelle (il a été lancé en 1995 et la durée de sa mission primaire était de 2 ans) ainsi que l'instrument SECHNI du satellite STEREO également en sursis.
- Pour la mesure du champ magnétique interplanétaire les instruments MAG du satellite de la NASA ACE hors d'age (en orbite depuis 1996), l'instrument PLASMAG du satellite de la NASA DSCOVR, qui a dépassé sa durée de vie opérationnelle depuis 2020.
- Pour la mesure du vent solaire, les instruments SWEFAM du satellite ACE et PLAMASG de DISCOVR tous deux en sursis.

Pour remplacer les engins spatiaux placés aux point de Lagrange du système Terre-Soleil qui ont tous largement dépassé la durée de vie prévue, l'agence américaine NOAA et l'Agence spatiale européenne développent des missions complémentaires qui devraient entrer dans une phase opérationnelle au milieu de la décennie 2020 :     
- L'agence météorologie américaine NOAA a lancé en 2020 le développement d'un satellite spécialisé dans l'observation de la météorologie spatiale, baptisé Space Weather Follow On (SWFO-L1) qui sera placé au point de Lagrange L1 du système Terre-Soleil vers 2025. Ce satellite a pour objectif de collecter des données sur le vent solaire et de prendre des images sur la couronne solaire qui seront utilisés par la NOAA pour surveiller et prédire les tempêtes solaires. La collecte des données est assurée par un coronographe, des instruments caractérisant les ions suprathermiques et les électrons du vent solaire et un magnétomètre mesurant les variations du champ magnétique interplanétaire[21],[22].
- L'Agence spatiale européenne a de son côté confirmé le développement de la mission Vigil qui devrait devenir opérationnel vers 2031. Vigil sera placé au point de Lagrange L5 situé à 1,5 million de kilomètres de la Terre sur un axe faisant 60° avec la droite Terre-Soleil en arrière de la Terre (par rapport à son sens de rotation. De cette position, il sera possible de fournir une image stéréoscopique du Soleil en combinant les données produites par les instruments de Vigil et de SWFO-L1[23].

### Videos
- Guy Lebègue, conférence météorologie spatiale
- Lionel Birée, Projet FEDOME